# CAF Champions League 1999
La CAF Champions League 1999 venne vinta dal Raja Casablanca.

## Qualificazioni

### Turno preliminare
| Squadra 1             | Totale | Squadra 2                | Andata | Ritorno |
| --------------------- | ------ | ------------------------ | ------ | ------- |
| Red Sea Football Club | 1-3    | Rayon Sport              | 1-1    | 0-2     |
| ASEC Ndiambour        | rit.   | Invincible Eleven (rit.) | 4-0    | -       |
| USFA                  | 2-1    | Dragons de l'Ouémé       | 2-0    | 0-1     |
| CD Elá Nguema         | rit.   | Santana FC (rit.)        | -      | -       |
| Telecom Wanderers     | 3-2    | Scouts Club              | 0-1    | 3-1     |
| SS Saint-Louisienne   | 6-0    | Red Star FC              | 2-0    | 4-0     |
| AS Coton Chad         | 2-3    | Al Mahalah               | 2-0    | 0-3     |
| Notwane Football Club | 2-4    | Lesotho Defence Force FC | 1-1    | 1-3     |
| Real Banjul           | 1-3    | AS Kaloum Star           | 0-2    | 1-1     |

### Primo turno
| Squadra 1                | Totale | Squadra 2         | Andata | Ritorno |
| ------------------------ | ------ | ----------------- | ------ | ------- |
| Maji Maji FC             | 0-5    | Al Ahly           | 0-3    | 0-2     |
| Rayon Sport              | 3-1    | AFC Leopards      | 2-1    | 1-0     |
| ASEC Ndiambour           | 1-4    | Raja Casablanca   | 1-0    | 0-4     |
| Djoliba AC               | 3-3    | Cotonsport Garoua | 2-0    | 1-3     |
| FC 105 Libreville        | 2-3    | ASEC              | 1-0    | 1-3     |
| USFA                     | 2-6    | USM El Harrach    | 2-0    | 0-6     |
| CD Elá Nguema            | 0-9    | Hearts of Oak     | 0-3    | 0-6     |
| Villa SC                 | 7-2    | Mebrat Hail       | 5-0    | 2-2     |
| AS Kaloum Star           | 3-6    | Shooting Stars FC | 3-0    | 0-6     |
| Costa do Sol             | rit.   | DC Motema Pembe   | 0-1    | -       |
| Telecom Wanderers        | 1-5    | Mamelodi Sundowns | 1-2    | 0-3     |
| SS Saint-Louisienne      | 2-1    | DSA Antananarivo  | 1-0    | 1-1     |
| Al Mahalah               | 1-4    | Espérance         | 1-2    | 0-2     |
| Nchanga Rangers          | 1-2    | Al-Hilal Omdurman | 1-0    | 0-2     |
| Vital'O                  | 3-2    | Primeiro Agosto   | 2-1    | 1-1     |
| Lesotho Defence Force FC | 0-4    | Dynamos           | 0-3    | 0-1     |

### Secondo turno
| Squadra 1             | Totale | Squadra 2              | Andata | Ritorno |
| --------------------- | ------ | ---------------------- | ------ | ------- |
| Al Ahly               | 3-1    | Rayon Sport            | 3-0    | 0-1     |
| (dcr) Raja Casablanca | 3-3    | Djoliba AC             | 2-1    | 1-2     |
| ASEC                  | 5-2    | USM El Harrach         | 4-0    | 1-2     |
| Hearts of Oak         | 4-1    | Villa SC               | 3-0    | 1-1     |
| Shooting Stars FC     | rit.   | DC Motema Pembe (rit.) | 2-0    | -       |
| Mamelodi Sundowns     | 3-5    | SS Saint-Louisienne    | 1-1    | 2-4     |
| Espérance             | 8-3    | Al-Hilal Omdurman      | 5-0    | 3-3     |
| Vital'O               | 0-3    | Dynamos                | 0-2    | 0-1     |

## Fase a gironi

### Gruppo A
| Squadra              | Pti | G | V | N | P | GF | GS | DR |
| -------------------- | --- | - | - | - | - | -- | -- | -- |
| 1. Raja Casablanca   | 11  | 6 | 3 | 2 | 1 | 4  | 2  | 2  |
| 2. Al Ahly           | 10  | 6 | 3 | 1 | 2 | 11 | 7  | 4  |
| 3. Hearts of Oak     | 8   | 6 | 2 | 2 | 2 | 7  | 6  | 1  |
| 4. Shooting Stars FC | 4   | 6 | 1 | 1 | 4 | 6  | 13 | -7 |

| 21 agosto 1999    |     |                   |
| Shooting Stars FC | 2–3 | Al Ahly           |
| 22 agosto 1999    |     |                   |
| Raja Casablanca   | 1–0 | Hearts of Oak     |
| 3 settembre 1999  |     |                   |
| Al Ahly           | 0–1 | Raja Casablanca   |
| 4 settembre 1999  |     |                   |
| Hearts of Oak     | 3–0 | Shooting Stars FC |
| 18 settembre 1999 |     |                   |
| Raja Casablanca   | 1–0 | Shooting Stars FC |
| 19 settembre 1999 |     |                   |
| Hearts of Oak     | 2–1 | Al Ahly           |
| 9 ottobre 1999    |     |                   |
| Shooting Stars FC | 1–0 | Raja Casablanca   |
| 10 ottobre 1999   |     |                   |
| Al Ahly           | 2–0 | Hearts of Oak     |
| 21 ottobre 1999   |     |                   |
| Al Ahly           | 4–1 | Shooting Stars FC |
| 23 ottobre 1999   |     |                   |
| Hearts of Oak     | 0–0 | Raja Casablanca   |
| 7 novembre 1999   |     |                   |
| Shooting Stars FC | 2–2 | Hearts of Oak     |
| Raja Casablanca   | 1–1 | Al Ahly           |

### Gruppo B
| Squadra                | Pti | G | V | N | P | GF | GS | DR  |
| ---------------------- | --- | - | - | - | - | -- | -- | --- |
| 1. Espérance           | 15  | 6 | 5 | 0 | 1 | 13 | 1  | 12  |
| 2. ASEC                | 10  | 6 | 3 | 1 | 2 | 7  | 6  | 1   |
| 3. Dynamos             | 6   | 6 | 2 | 0 | 4 | 9  | 9  | 0   |
| 4. SS Saint-Louisienne | 4   | 6 | 1 | 1 | 4 | 4  | 17 | -13 |

| 21 agosto 1999      |     |                     |
| Espérance           | 3–0 | ASEC                |
| SS Saint-Louisienne | 1–0 | Dynamos             |
| 5 settembre 1999    |     |                     |
| Dynamos             | 0–2 | Espérance           |
| ASEC                | 3–1 | SS Saint-Louisienne |
| 18 settembre 1999   |     |                     |
| ASEC                | 2–0 | Dynamos             |
| 19 settembre 1999   |     |                     |
| Espérance           | 5–0 | SS Saint-Louisienne |
| 1º ottobre 1999     |     |                     |
| SS Saint-Louisienne | 0–2 | Espérance           |
| Dynamos             | 2–1 | ASEC                |
| 24 ottobre 1999     |     |                     |
| ASEC                | 1–0 | Espérance           |
| Dynamos             | 7–2 | SS Saint-Louisienne |
| 6 novembre 1999     |     |                     |
| Espérance           | 1–0 | Dynamos             |
| SS Saint-Louisienne | 0–0 | ASEC                |

## Finale
| Squadra 1       | Totale        | Squadra 2 | Andata | Ritorno |
| --------------- | ------------- | --------- | ------ | ------- |
| Raja Casablanca | 0-0 (4-3 dtr) | Espérance | 0-0    | 0-0     |